# Xerxés II.
Xerxés II. (staropersky Chšajáršá [  ]) byl perský velkokrál z rodu Achaimenovců vládnoucí v letech 424–423 př. n. l. Jeho otcem byl král Artaxerxés I., matkou královna Damaspia. Xerxés II. měl řadu nevlastních bratrů, z nichž dva – Sogdianos a Óchos – dosedli později na perský trůn.
Xerxova vláda trvala jen velmi krátce, zhruba od prosince 424 do ledna roku následujícího (některé prameny hovoří o 45 dnech). Král se stal obětí vraždy zosnované nevlastním bratrem Sogdianem, který za podpory části dvorské kamarily převzal moc v říši. Protože Sogdianos i další nápadníci trůnu byli potomci konkubín a nikoli Artaxerxovy ženy Damaspie, je Xerxés II. posledním legitimním vladařem z rodu Achaimenovců.